# Gottlieb Heinrich Zeller
Gottlieb Heinrich Zeller (* 30. November 1794 in Nagold, Herzogtum Württemberg; † 12. Februar 1864 in Nagold, Königreich Württemberg) war ein württembergischer Apotheker und Botaniker insbesondere unter dem Aspekt der Heilkunst.

## Leben

Heinrich Zeller, Apotheker in Nagold

### Herkunft und Familie
Gottlieb Heinrich Zeller war der Sohn des Apothekers Christian Gottlieb Zeller aus Nagold und seiner Ehefrau Heinrika geb. Hofacker, einer Tochter des Nagolder Stadtschreibers Wilhelm Friedrich Hofacker. Gottlieb Heinrich Zeller hatte vier Geschwister, eine Schwester und drei Brüder, die das Erwachsenenalter nicht erreichten.

### Lehrzeit und Weiterbildung in der Schweiz
Seine Lehrzeit absolvierte Heinrich Zeller bei seinem Vater in dessen Apotheke in Nagold und bei Kollegen seines Vaters in Backnang und Heilbronn. Danach erwarb er sich weitere Fachkenntnisse als Apothekergehilfe in Stuttgart, Solothurn und Vevey. In Vevey, im Kanton Waadt, legte Zeller das Apothekerexamen ab. Nach seiner Rückkehr nach Württemberg arbeitete Zeller weitere zwei Jahre in Nagold als Apothekergehilfe in der väterlichen Apotheke. Im Jahr 1823 übernahm Gottlieb Heinrich Zeller die Apotheke seines Vaters in Nagold und führte sie bis zu seinem Ruhestand im Jahr 1842.

### Einer der bedeutenden Pharmazeuten seiner Zeit
Zeller war einer der bedeutendsten Apotheker in der Geschichte Württembergs. Er beschäftigte sich über die Pharmazie hinaus eingehend mit Chemie und Botanik. Er veröffentlichte zahlreiche Publikationen im „Korrespondenzblatt des württembergischen Apothekervereins“. Er war maßgeblich an der Erarbeitung der württembergischen Pharmakopöe, eines umfassenden „heilkundlichen Kompendiums mit Indikationen, Rezepturen und Traktaten“, verlegt 1847, beteiligt. Zeller gehörte zu den Vorkämpfern eines süddeutschen Apothekervereines. 1857 wurde Zeller für seine wissenschaftlichen Arbeiten von der Eberhard Karls Universität Tübingen mit der Verleihung des Dr. rer. nat. h. c. geehrt.

### Ehestand und erfüllte Jahre

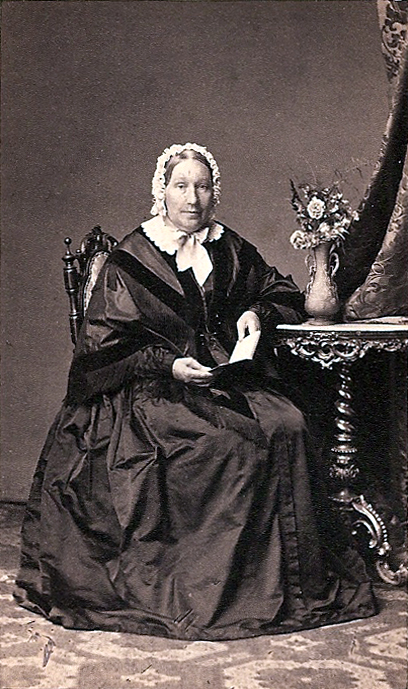
Emilie Zeller in den 1860er Jahren

Gottlieb Heinrich Zeller vermählte sich in seinem 56. Lebensjahr mit Emilie Conradi (1812–1880). Sie war die sechste Tochter und das siebente Kind des Stuttgarter Großbürgers und Handelsmannes Leopold Conradi und seiner Ehefrau Wilhelmine Auguste Luise geb. Feuerlein, einer Tochter des Regierungsrates und geheimen Kabinettsekretärs Carl Friedrich Feuerlein aus Stuttgart.
Das Foto von Emilie Zeller, geb. Conradi, stammt aus einem Fotoalbum, das Carl Friedrich Haug für seine Familie zusammenstellte.
Emilie Zeller war über ihre Schwester Elise mit Johannes Mährlen verschwägert, der ein enger Freund von Eduard Mörike war. Anlässlich eines Besuchs kam Mährlen mit Mörike in Zellers Garten am Rande der Stadt Nagold. Diesen ehemaligen Pfarrgarten hatte Zeller bereits 1831 erworben, damit sein kranker Vater dort Ruhe und Erholung finden konnte. Für ihn errichtete er 1832 die Gartenlaube „Vatersruh“. Im Jahre 1862 errichtete Zeller in diesem Garten ein Gartenhaus, das als „Schweizer Haus“ bekannt wurde. Dort trug Mörike einige seiner Gedichte vor, was als gesellschaftliches Ereignis in Nagold bis heute in Erinnerung blieb und seit 2008 mit dem Kulturdenkmal des Zeller-Mörike-Gartens bewahrt wird.
Zeller engagierte sich in zahlreichen Vereinen und galt als im Pietismus tief verwurzelter Angehöriger der alten württembergischen Ehrbarkeit.